# سيدي اكسيكسو لمهاودة (اللوتا بور 2)
سيدي اكسيكسو لمهاودة هو دُوَّار يقع بجماعة أولاد حسون حمري، إقليم الرحامنة، جهة مراكش آسفي في المملكة المغربية. ينتمي الدوّار لمشيخة اللوتا بور 2 التي تضم 26 دوار. يقدر عدد سكانه بـ 387 نسمة حسب الإحصاء الرسمي للسكان والسكنى لسنة 2004.

## روابط خارجية
- البوابة الوطنية للجماعات الترابية نسخة محفوظة 12 مارس 2018 على موقع واي باك مشين.
- المندوبية السامية للتخطيط